# Zagroda według Otisa
Zagroda według Otisa (ang. Back at the Barnyard, 2007–2011) – amerykański serial animowany, emitowany był w Polsce w telewizji Nickelodeon Polska. Powstał na podstawie filmu „Krowy na wypasie”. Od 6 czerwca 2014 roku serial był emitowany w Puls 2.

## Fabuła
Serial w zabawny sposób opowiada o grupie przyjaciół zamieszkujących farmę.
Otis (krowa), Świnia (świnia), Pip (mysz), Peck (kogut), Freddy (fretka domowa), Abby i Bessy (krowy) oraz Duke (pies) przeżywają wspólnie szereg niesamowitych przygód. Nie tylko potrafią chodzić na dwóch nogach i mówić, ale także śpiewać, tańczyć i robić ludziom psikusy.
Na czele wesołej gromadki stoi Otis, który dba o bezpieczeństwo mieszkańców farmy. Zwierzaki nieustannie szukają okazji do zabawy i wygłupów, jednocześnie unikając Pani Beady i jej niesfornego bratanka o imieniu Eugene, nazywanego Ważniakiem.

## Bohaterowie
Główni
- Otis – główny bohater, jest krową uwielbiającą imprezy i psikusy. Władzę odziedziczył po ojcu.
- Świnia – prosiak, który lubi się lenić, tarzać się w błocie i jeść. Zawsze pomaga Otisowi w jego planach. Ma swojego zwierzaka, Skunksa Skunksika.
- Freddy – fretka domowa, która żeby zamieszkać w zagrodzie przeszła na wegetarianizm, jest totalnie ześwirowany, jego najlepszy kumpel to kogut Peck. Potrafi przemieszczać swoje kości.
- Peck – kogut, który mimo wszystko nie jest autorytetem wśród kur, wiecznie prześladuje go pech. Dla swojego kumpla Freddy’ego zrobi wszystko.
- Pip – mysz, najlepszy przyjaciel Otisa.
- Duke – pies farmera, wydaje mu się, że jest autorytetem w zagrodzie.
- Abby – krowa rodzaju żeńskiego. Podkochuje się w niej Otis.
- Bessy – to też krowa rodzaju żeńskiego, która jest trochę arogancka i samolubna. Zawsze kieruje się rozsądkiem.

Poboczni
- Farmer – właściciel zagrody.
- Pani Beady – mieszka niedaleko farmera ze swoim mężem Nathan'em, uważana za wariatkę ponieważ ciągle próbuje zdemaskować Otisa (i ciągle się jej nie udaje).
- Ważniak – bratanek pani Beady, lubi wszystkich wkurzać (a w szczególności mieszkańców zagrody), jest chamski, lubi nazywać wszystko „głupim”.
- Nathan – mąż pani Beady. Nie wierzy, że zwierzęta gadają. Często powtarza „Wolałbym doły kopać!”.
- Eweret – najstarszy pies w zagrodzie. Ma ponad sto lat. Dobrze gra na banjo.

## Wersja polska
Wersja polska: na zlecenie Nickelodeon Polska – Master Film

Reżyseria: Artur Tyszkiewicz

Dialogi polskie: Karolina Anna Kowalska

Dźwięk:
- Aneta Michalczyk-Falana (odc. 1-26),
- Mateusz Michniewicz (odc. 27-29)

Montaż:
- Aneta Michalczyk-Falana (odc. 1-26),
- Paweł Siwiec (odc. 27-29)

Kierownictwo produkcji: Dariusz Falana

Wystąpili:
- Krzysztof Banaszyk – Otis
- Włodzimierz Bednarski – Farmer
- Andrzej Blumenfeld – Świnia
- Sławomir Pacek – Freddy
- Jarosław Boberek – Pip
- Grzegorz Małecki – Eugene
- Monika Pikuła – Abby
- Lucyna Malec – Bessy
- Przemysław Bluszcz – Duke
- Klaudiusz Kaufmann – Peck
- Joanna Jeżewska – Nora – Pani Beady
- Jan Kulczycki –
  - Nathan,
  - Prezenter TV (odc. 26)
- Adam Krylik – Dostawca pizzy #1 (odc. 2a)
- Sebastian Cybulski – Dostawca pizzy #2 (odc. 2a)
- Mieczysław Morański –
  - Złodziej (odc. 2a),
  - McDonaldryk (odc. 3a),
  - Burmistrz (odc. 19)
- Tomasz Kozłowicz –
  - Bingo (odc. 3b),
  - Nikczemnik (odc. 19-20)
- Wojciech Paszkowski –
  - Furtwangler (odc. 4a),
  - Joe (odc. 7),
  - Malone (odc. 17),
  - Opryskiwacz (odc. 21)
- Agata Gawrońska-Bauman – Iwona (odc. 4b)
- Jacek Wolszczak –
  - Suseł (odc. 5b),
  - Winky (odc. 16b)
- Wojciech Machnicki –
  - Gorlando (odc. 9a),
  - Tata Freddy’ego (odc. 12b)
- Anna Wodzyńska – Vet (odc. 9b)
- Monika Wierzbicka – Mama Freddy’ego (odc. 12b)
- Przemysław Stippa – Wąż (odc. 13b)
- Mikołaj Klimek –
  - Karol (odc. 17),
  - Kogut (odc. 18b),
  - Małż (odc. 25b),
  - Borygard (odc. 26)
- Tomasz Jarosz – Wielka Stopa (odc. 18a)
- Karol Wróblewski – Owca (odc. 21)
- Wiktoria Gorodecka – Brunhilda (odc. 24a)
- Elżbieta Gaertner – Gertie (odc. 24a)
- Mirosław Wieprzewski – Mędrzec (odc. 24b)
- Jacek Kopczyński –
  - Baxter (odc. 25a),
  - Louie (odc. 26)
- Grzegorz Pawlak – Producent (odc. 28)
- Milena Suszyńska – Veronica (odc. 29a)
- Katarzyna Łaska
- Magdalena Tul
- Bartosz Kuśmierczyk
- Marek Bocianiak
- Tomasz Gęsikowski
- Małgorzata Szymańska
- Kamila Boruta
- Grzegorz Drojewski
- Piotr Gogol
- Marcin Mroziński

Teksty piosenek: Andrzej Brzeski

Kierownictwo muzyczne: Piotr Gogol

Śpiewał: Artur Bomert
Lektor:
- Adam Bauman (odc. 1-21, 27-29),
- Paweł Bukrewicz (odc. 22-26)

## Odcinki
Premiery w Polsce:
- Canal+ –
  - Film Krowy na wypasie − 21 sierpnia 2007 roku (DVD, lektor), 1 czerwca 2008 roku (Canal+, dubbing).
- Nickelodeon Polska –
  - I seria – 22 maja 2009 roku,
  - II seria (odcinki 27-29) – 20 listopada 2009 roku.
- TV Puls 2 –
  - I seria – 6 czerwca 2014 roku.
- Nicktoons Polska –
  - I seria – 15 lutego 2018 roku,
  - II seria – 19 marca 2018 roku.

### Spis odcinków
| Premiera odcinka       | N/o | Polski tytuł                  | Angielski tytuł                      |
| ---------------------- | --- | ----------------------------- | ------------------------------------ |
|                        |     |                               |                                      |
| FILM PEŁNOMETRAŻOWY    |     |                               |                                      |
|                        |     |                               |                                      |
| 01.06.2008             | F1  | Krowy na wypasie              | Barnyard: The Original Party Animals |
|                        |     |                               |                                      |
| SERIA PIERWSZA         |     |                               |                                      |
|                        |     |                               |                                      |
| 22.05.2009             | 01  | Dobry, zły i ważniak          | The Good, the Bad, and the Snotty    |
| 22.05.2009             | 01  | Wielka ucieczka               | Escape From the Barnyard             |
|                        |     |                               |                                      |
| 29.05.2009             | 02  | Krowoman i Myszoboy           | Cowman and Ratboy                    |
| 29.05.2009             | 02  | Najlepszy przyjaciel krowy    | Cow’s Best Friend                    |
|                        |     |                               |                                      |
| 05.06.2009             | 03  | Knajpa pod świnią             | Chez Pig                             |
| 05.06.2009             | 03  | Właściwa krowa                | The Right Cow                        |
|                        |     |                               |                                      |
| 12.06.2009             | 04  | Na ratunek Pani Beady         | Saving Ms. Beady                     |
| 12.06.2009             | 04  | Dziewczyna dla Farmera        | The Farmer Takes a Woman             |
|                        |     |                               |                                      |
| 19.06.2009             | 05  | Hipnotyzer                    | Hypno-a-Go-Go                        |
| 19.06.2009             | 05  | Kurza sprawa                  | Fowl Play                            |
|                        |     |                               |                                      |
| 26.06.2009             | 06  | Zawody lekkooborowe           | The Barnyard Games                   |
| 26.06.2009             | 06  | Walka na figle                | War of the Pranks                    |
|                        |     |                               |                                      |
| 03.07.2009             | 07  | Światło, akcja, muu!          | Lights! Camera! Moo!                 |
| 03.07.2009             | 07  | Farmerskie zwierzęta          | Animal Farmers                       |
|                        |     |                               |                                      |
| 10.07.2009             | 08  | Wyścigowa krowa               | Raging Cow                           |
| 10.07.2009             | 08  | Owczy pęd                     | The Great Sheep Escape               |
|                        |     |                               |                                      |
| 17.07.2009             | 09  | Na żywo z farmy               | The Big Barnyard Broadcast           |
| 17.07.2009             | 09  | Przed egzekucją               | Dead Cow Walking                     |
|                        |     |                               |                                      |
| 24.07.2009             | 10  | Wypad na miasto               | Cow’s Night Out                      |
| 24.07.2009             | 10  | Sezon na Otisa                | Otis Season                          |
|                        |     |                               |                                      |
| 31.07.2009             | 11  | Cyrk przyjechał               | Bigtop Barnyard                      |
| 31.07.2009             | 11  | Świńmalion                    | Pigmalion                            |
|                        |     |                               |                                      |
| 07.08.2009             | 12  | Noc po ciężkim dniu           | A Barn Day’s Night                   |
| 07.08.2009             | 12  | Poznajcie rodziców Freddy’ego | Meet the Ferrets                     |
|                        |     |                               |                                      |
| 14.08.2009             | 13  | Opowieść o dwóch ważniakach   | A Tale of Two Snottys                |
| 14.08.2009             | 13  | Nowe zwierzątko ważniaka      | Snotty’s New Pet                     |
|                        |     |                               |                                      |
| 21.08.2009             | 14  | Nie ma jak w mysiej dziurze   | Home Sweet Hole                      |
| 21.08.2009             | 14  | Mama Otisa                    | Otis’ Mom                            |
|                        |     |                               |                                      |
| 28.08.2009             | 15  | Klub Otisa                    | Club Otis                            |
| 28.08.2009             | 15  | Kroniki z Zagrody             | The Chronicles of Barnia             |
|                        |     |                               |                                      |
| 04.09.2009             | 16  | Idol zagrody                  | Barnyard Idol                        |
| 04.09.2009             | 16  | Wieczór z duchami             | The Haunting                         |
|                        |     |                               |                                      |
| 11.09.2009             | 17  | Waleczne Wymię                | Brave Udders                         |
| 11.09.2009             | 17  | Ryzykowna jedenastka          | Otis’ Eleven                         |
|                        |     |                               |                                      |
| 18.09.2009             | 18  | Otis kontra Wielka Stopa      | Otis vs. Bigfoot                     |
| 18.09.2009             | 18  | Peck miglanc                  | Pecky Suave                          |
|                        |     |                               |                                      |
| 25.09.2009             | 19  | Krowoman: Mleczny Mściciel    | Cowman: The Uddered Avenger          |
| 02.10.2009             | 20  | Krowoman: Mleczny Mściciel    | Cowman: The Uddered Avenger          |
|                        |     |                               |                                      |
| 09.10.2009             | 21  | Top Krowa                     | Top Cow                              |
| 09.10.2009             | 21  | Szkoła Otisa                  | School of Otis                       |
|                        |     |                               |                                      |
| 16.10.2009             | 22  | Otis na burmistrza            | Otis for Mayor                       |
| 16.10.2009             | 22  | Kukła i głupszy               | Dummy and Dummier                    |
|                        |     |                               |                                      |
| 23.10.2009             | 23  | Pół żartem, pół z ważniakiem  | Some Like it Snotty                  |
|                        |     |                               |                                      |
| 30.10.2009             | 24  | Świński amok                  | Pig Amok                             |
| 30.10.2009             | 24  | Krowa Słońce                  | Sun Cow                              |
|                        |     |                               |                                      |
| 06.11.2009             | 25  | Psi sobowtór                  | Doggelganger                         |
| 06.11.2009             | 25  | Uwolnić małże                 | Save the Clams                       |
|                        |     |                               |                                      |
| 13.11.2009             | 26  | Niania dla ważniaka           | Adventures in Snotty Sitting         |
| 13.11.2009             | 26  | Jazda na golfa                | Cowdyshack                           |
|                        |     |                               |                                      |
| SERIA DRUGA            |     |                               |                                      |
|                        |     |                               |                                      |
| 20.11.2009             | 27  | Wyprawa po skarb              | Treasure Hunt                        |
|                        |     |                               |                                      |
| 27.11.2009             | 28  | Opętany Mike                  | Wild Mike’s Dance Party              |
| 27.11.2009             | 28  | Nabywcy, sio!                 | Buyers Beware                        |
|                        |     |                               |                                      |
| 04.12.2009             | 29  | Abby i Veronica               | Abby & Veronica                      |
| 04.12.2009             | 29  | Krowa w telewizji             | Anchor Cow                           |
|                        |     |                               |                                      |
| 23.03.2018 (Nicktoons) | 30  | Odpicuj mi chatę              | Bling My Barn                        |
|                        | 30  | Udderado                      |                                      |
|                        |     |                               |                                      |
| 26.03.2018 (Nicktoons) | 31  | Tajemniczy wielbiciel         | Cupig                                |
|                        | 31  | Happy Animal Fun Time         |                                      |
|                        |     |                               |                                      |
| 27.03.2018 (Nicktoons) | 32  | Wyśnione urodziny             | Dream Birthday                       |
|                        | 32  | Lord of the Beavers           |                                      |
|                        |     |                               |                                      |
|                        | 33  |                               | Endangered Liasons                   |
| 28.03.2018 (Nicktoons) | 33  | Sportowcy                     | Fumblebums                           |
|                        |     |                               |                                      |
| 29.03.2018 (Nicktoons) | 34  | Mały Otis                     | Little Otis                          |
|                        | 34  | Kids in the City              |                                      |
|                        |     |                               |                                      |
| 30.03.2018 (Nicktoons) | 35  | Jeszcze ważniejszy Ważniak    | Snotty & Snottier                    |
|                        | 35  | Paging Dr. Filly              |                                      |
|                        |     |                               |                                      |
| 19.03.2018 (Nicktoons) | 36  | Krowy i wiedźmy               | Barnyards & Broomsticks              |
| 02.04.2018 (Nicktoons) | 36  | Kumpel Obora                  | The Barn Buddy                       |
|                        |     |                               |                                      |
|                        | 37  |                               | Free Shmoozy                         |
|                        | 37  | Man’s Best Fiend              |                                      |
|                        |     |                               |                                      |
| 03.04.2018 (Nicktoons) | 38  | Król Wymięchamon              | King Cud                             |
| 20.03.2018 (Nicktoons) | 38  | Skarb Everetta                | Everett’s Treasure                   |
|                        |     |                               |                                      |
| 04.04.2018 (Nicktoons) | 39  |                               | Iron Otis                            |
| 04.04.2018 (Nicktoons) | 39  | Too Good to be Glue           |                                      |
|                        |     |                               |                                      |
| 06.04.2018 (Nicktoons) | 40  | Pan Kiwaczek                  | Mr. Wiggleplix                       |
| 06.04.2018 (Nicktoons) | 40  | Gang łańcuchowy               | Chain Gang                           |
|                        |     |                               |                                      |
| 10.04.2018 (Nicktoons) | 41  | Dorwać Bessy                  | Get Bessy                            |
| 10.04.2018 (Nicktoons) | 41  | Piękny umysł Freddiego        | A Beautiful Freddy                   |
|                        |     |                               |                                      |
| 05.04.2018 (Nicktoons) | 42  |                               | Back at the BOOyard                  |
|                        |     |                               |                                      |
| 11.04.2018 (Nicktoons) | 43  | Gra o wszystko                | Arcade of Doom                       |
| 11.04.2018 (Nicktoons) | 43  | Rodeotis                      | Rodeotis                             |
|                        |     |                               |                                      |
| 16.04.2018 (Nicktoons) | 44  | Na ratunek Wielkiej Stopie    | Mission: Save Bigfoot                |
| 16.04.2018 (Nicktoons) | 44  | Pani Beady jedzie na wakacje  | Mrs. Beady Takes a Holiday           |
|                        |     |                               |                                      |
| 09.04.2018 (Nicktoons) | 45  | Gwiazdkowy odcinek specjalny  | It’s An Udderful Life                |
|                        |     |                               |                                      |
| 12.04.2018 (Nicktoons) | 46  | RoboPeck                      | RoboPeck                             |
| 12.04.2018 (Nicktoons) | 46  | Psia miłość                   | Puppy Love                           |
|                        |     |                               |                                      |
| 17.04.2018 (Nicktoons) | 47  | Klondemonium                  | Clonedemonium                        |
| 17.04.2018 (Nicktoons) | 47  | Ene-Due oślica                | Hickory Dickory Donkey               |
|                        |     |                               |                                      |
| 18.04.2018 (Nicktoons) | 48  | Gem, set, klaun               | Clown and Out                        |
| 18.04.2018 (Nicktoons) | 48  | Jaskiniowiec                  | Clan of the Cave Cow                 |
|                        |     |                               |                                      |
| 19.04.2018 (Nicktoons) | 49  | Kocham cię jak Irlandię       | Four Leaf Otis                       |
| 19.04.2018 (Nicktoons) | 49  | Krowy na służbie              | Cop Cow                              |
|                        |     |                               |                                      |
| 20.04.2018 (Nicktoons) | 50  | Mój przyjaciel Zuch           | Plucky and Me                        |
| 20.04.2018 (Nicktoons) | 50  | Imperator świnia              | Pig of the Mole People               |
|                        |     |                               |                                      |
| 13.04.2018 (Nicktoons) | 51  | Sum zwany Eddim               | A Catfish Called Eddie               |
| 13.04.2018 (Nicktoons) | 51  | Beady i bestie                | Beady and the Beasts                 |
|                        |     |                               |                                      |
|                        | 52  |                               | Aliens!!!                            |
|                        |     |                               |                                      |